# Andrija Pavlović
Andrija Pavlović (in serbo Андрија Павловић?; Belgrado, 16 novembre 1994) è un calciatore serbo, attaccante svincolato.

## Caratteristiche tecniche
È un centravanti.

## Carriera

### Club
Cresciuto nelle giovanili del Rad Belgrado, ha esordito il 29 maggio 2011 in un match pareggiato 0-0 contro il Javor Ivanjica.
Con la maglia dell'APOEL segna tre reti nel match di ritorno del secondo turno delle qualificazioni di Champions League 2019-2020 contro il Sutjeska.

## Statistiche

### Presenze e reti nei club
Statistiche aggiornate al 7 luglio 2017.
| Stagione            | Squadra             | Campionato          | Campionato | Campionato | Coppe nazionali | Coppe nazionali | Coppe nazionali | Coppe continentali | Coppe continentali | Coppe continentali | Altre coppe | Altre coppe | Altre coppe | Totale | Totale | Totale |
| Stagione            | Squadra             | Comp                | Pres       | Reti       | Comp            | Pres            | Reti            | Comp               | Pres               | Reti               | Comp        | Pres        | Reti        | Pres   | Reti   |        |
| ------------------- | ------------------- | ------------------- | ---------- | ---------- | --------------- | --------------- | --------------- | ------------------ | ------------------ | ------------------ | ----------- | ----------- | ----------- | ------ | ------ | ------ |
| 2010-2011           | Rad Belgrado        | SL                  | 1          | 0          | KS              | 0               | 0               |                    | -                  | -                  |             | -           | -           | 1      | 0      |        |
| 2011-2012           | Palić               | SLV                 | 21         | 5          | KS              | 0               | 0               |                    | -                  | -                  |             | -           | -           | 21     | 5      |        |
| 2012-gen 2013       | BASK Belgrado       | SLB                 | 9          | 6          | KS              | 0               | 0               |                    | -                  | -                  |             | -           | -           | 9      | 6      |        |
| gen.-giu. 2013      | Rad Belgrado        | SL                  | 2          | 0          | KS              | 0               | 0               |                    | -                  | -                  |             | -           | -           | 2      | 0      |        |
| 2013-gen. 2014      | Rad Belgrado        | SL                  | 14         | 1          | KS              | 1               | 1               |                    | -                  | -                  |             | -           | -           | 15     | 1      |        |
| Totale Rad Belgrado | Totale Rad Belgrado | Totale Rad Belgrado | 17         | 1          |                 | 1               | 1               |                    | -                  | -                  |             | -           | -           | 18     | 2      |        |
| gen.-giu. 2014      | Čukarički           | SL                  | 4          | 0          | KS              | 0               | 0               |                    | -                  | -                  |             | -           | -           | 4      | 0      |        |
| 2014-2015           | Čukarički           | SL                  | 21         | 1          | KS              | 4               | 0               | UEL                | 4                  | 0                  |             | -           | -           | 29     | 1      |        |
| 2015-2016           | Čukarički           | SL                  | 36         | 18         | KS              | 2               | 2               | UEL                | 4                  | 0                  |             | -           | -           | 42     | 20     |        |
| Totale Cukaricki    | Totale Cukaricki    | Totale Cukaricki    | 61         | 19         |                 | 6               | 2               |                    | 8                  | 0                  |             | -           | -           | 75     | 25     |        |
| 2016-2017           | Copenaghen          | SL                  | 35         | 8          | CD              | 3               | 1               | UCL+UEL            | 8+3                | 2+0                |             | -           | -           | 0      | 0      |        |
| Totale carriera     | Totale carriera     | Totale carriera     | 143        | 39         |                 | 10              | 4               |                    | 19                 | 5                  |             | -           | -           | 172    | 48     |        |

### Cronologia presenze e reti in nazionale
| Cronologia completa delle presenze e delle reti in nazionale ― Serbia | Cronologia completa delle presenze e delle reti in nazionale ― Serbia | Cronologia completa delle presenze e delle reti in nazionale ― Serbia | Cronologia completa delle presenze e delle reti in nazionale ― Serbia | Cronologia completa delle presenze e delle reti in nazionale ― Serbia | Cronologia completa delle presenze e delle reti in nazionale ― Serbia | Cronologia completa delle presenze e delle reti in nazionale ― Serbia | Cronologia completa delle presenze e delle reti in nazionale ― Serbia |
| Data                                                                  | Città                                                                 | In casa                                                               | Risultato                                                             | Ospiti                                                                | Competizione                                                          | Reti                                                                  | Note                                                                  |
| --------------------------------------------------------------------- | --------------------------------------------------------------------- | --------------------------------------------------------------------- | --------------------------------------------------------------------- | --------------------------------------------------------------------- | --------------------------------------------------------------------- | --------------------------------------------------------------------- | --------------------------------------------------------------------- |
| 25-5-2016                                                             | Užice                                                                 | Serbia                                                                | 2 – 1                                                                 | Cipro                                                                 | Amichevole                                                            | -                                                                     | 46’                                                                   |
| 31-5-2016                                                             | Novi Sad                                                              | Serbia                                                                | 3 – 1                                                                 | Cipro                                                                 | Amichevole                                                            | -                                                                     | 69’                                                                   |
| 5-9-2016                                                              | Belgrado                                                              | Serbia                                                                | 2 – 2                                                                 | Irlanda                                                               | Qual. Mondiali 2018                                                   | -                                                                     | 59’                                                                   |
| 6-10-2016                                                             | Chișinău                                                              | Moldavia                                                              | 0 – 3                                                                 | Serbia                                                                | Qual. Mondiali 2018                                                   | -                                                                     | 46’                                                                   |
| 15-11-2016                                                            | Charkiv                                                               | Ucraina                                                               | 2 – 0                                                                 | Serbia                                                                | Amichevole                                                            | -                                                                     | 46’                                                                   |
| Totale                                                                |                                                                       | Presenze                                                              | 5                                                                     |                                                                       | Reti                                                                  | 0                                                                     |                                                                       |

## Palmarès

### Club

#### Competizioni nazionali
- Coppa di Serbia: 1

Čukarički: 2014-2015
- Campionato danese: 2

Copenaghen: 2016-2017
Brøndby: 2020-2021
- Coppa di Danimarca: 1

Copenaghen: 2016-2017
- Supercoppa di Cipro: 1

APOEL: 2019